# 247 (nombre)
Cet article concerne le nombre 247. Pour les années, voir 247 et 247 av. J.-C. Pour les lignes de transports en commun voir Ligne 247 .
Le nombre 247 (deux cent quarante-sept) est l'entier naturel qui suit 246 et qui précède 248. Il est :
- semi-premier,
- déficient,
- pentagonal,
- 41-gonal centré.